# コースティクス

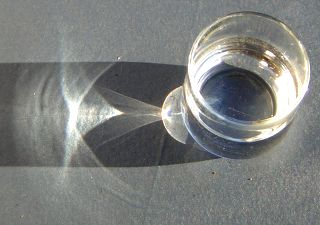
コップ1杯の水によって生成されるコースティクス

コースティクス（英: caustics）またはコースティクス・ネットワークは、曲面またはオブジェクトによって反射または屈折した光線の集まり（包絡線）、またはそれを別の表面に投影したときにできる独特の模様。

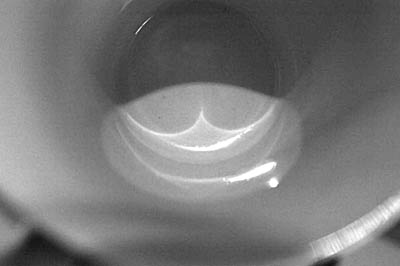
ティーカップの底のコースティック

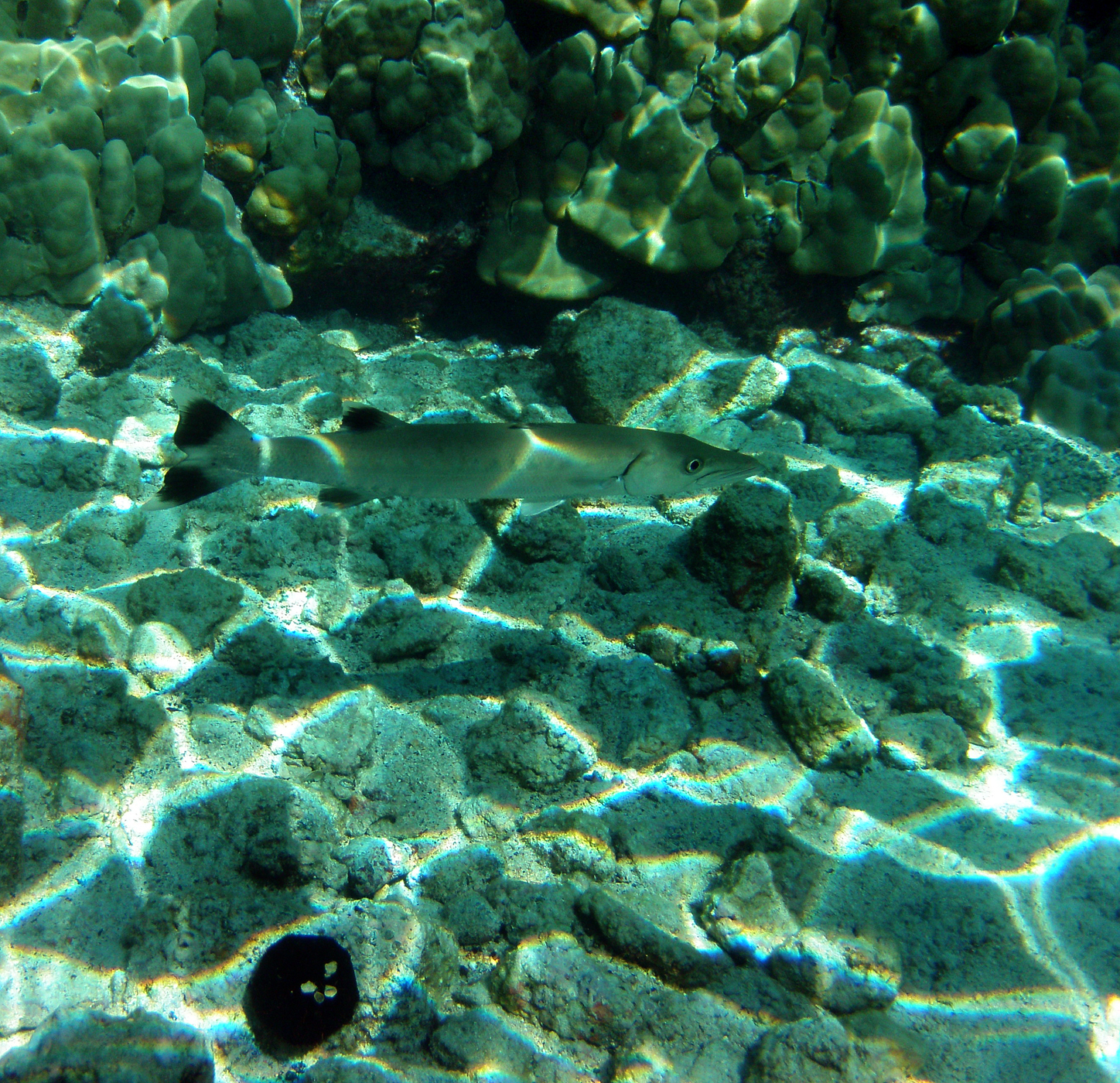
水面によって作られたコースティクス

光、特に日光を集中させたものは、物を燃やせる。そのため、コースティック(caustik:苛性)という言葉は、ラテン語のcausticus（燃えている）、さらに遡ればギリシャ語のκαυστός（燃えた）に由来する。コースティクスが表示される一般的な状況は、グラスに光が当たる場合である。ガラスは影を落とすが、明るい光の湾曲した領域も生成する。理想的な状況（無限遠の点光源からのように完全に平行な光線を含む）では、ネフロイド型の光のパッチを生成できる。波状のコースティクスは、一般に、水面上の波を通して光が輝くときに形成される。

## コンピューターグラフィックス
コンピュータグラフィックスでは、最新のレンダリングシステムのほとんどがコースティクスをサポートしている。それらのいくつかは、容積測定コースティクスもサポートしている。これは、光線の可能な経路を光線追跡し、屈折と反射を考慮して達成される。フォトンマッピングは、この実装の1つである。ボリュームコースティクスは、ボリュームパストレースによっても実現できる。一部のコンピューターグラフィックシステムは、「フォワードレイトレーシング」によって機能する。この場合、フォトンは、光源から来て、規則に従って周囲を跳ね返るようにモデル化される。コースティクスは、十分な光子がサーフェスに衝突する領域で形成され、シーンの平均領域よりも明るくなる。「後方光線追跡」は、表面から始まり、光源への直接経路があるかどうかを判断する逆の方法で機能する。3D光線追跡コースティクスのいくつかの例はCaustic demoを参照。
ほとんどのコンピューターグラフィックスシステムの焦点は、物理的精度よりも美的表現である。これは、物理的に正しい計算ではなく、事前に計算された一般的なテクスチャが主に使用されるコンピューターゲームなどのリアルタイムグラフィックに関しては特に当てはまる。

## コースティック・エンジニアリング
コースティック・エンジニアリングは、コンピュータグラフィックスの逆問題を解決するプロセスを説明する。特定の形状または画像が与えられた場合、屈折した光がこの画像を形成するような表面を見つけたいと思うだろう。
この問題の離散バージョンでは、表面は滑らかであると想定されるいくつかの微小表面に分割される。つまり、各微小表面で反射/屈折した光はガウス腐食性を形成する。その後、ポアソン積分といわゆるシミュレーテッドアニーリングの組み合わせを使用して、各マイクロ表面の位置と方向が取得される。
継続的な問題については、それを解決するためのさまざまなアプローチがあった。1つのアプローチでは、「最適な輸送」と呼ばれる輸送理論のアイデアを使用して、入射光線とターゲット表面間のマッピングを見つける。このようなマッピングを取得した後、スネルの屈折の法則を使用して繰り返し適応させることにより、表面が最適化される。